# بول كرول
بول كرول (بالبولندية: Paweł Król)‏ هو لاعب كرة قدم بولندي في مركز الدفاع، ولد في 10 أكتوبر 1960 في Zawadzkie ‏ في بولندا. شارك مع منتخب بولندا لكرة القدم. أما مع النوادي، فقد لعب مع أوبرا أوبول.

## وصلات خارجية
- بول كرول على موقع الاتحاد الأوربي (الإنجليزية)
- بول كرول على موقع قاعدة بيانات كرة القدم.إي يو (الإنجليزية)
- بول كرول على موقع ناشيونال فوتبول تيمز (الإنجليزية)
- بول كرول على موقع Soccerway.com (الإنجليزية)